# デザイナー (漫画)
『デザイナー』は、一条ゆかりの少女漫画作品、及びそれを原作としたドラマ化作品である。
集英社『りぼん』（集英社）1974年2月-12月号に掲載された。キャラクターのひとり「柾」の絵は漫画家のおおやちきが担当した。
りぼん編集部から4回連載の依頼を受けた一条は、一度ぐらい編集部に制約を受けず自由に執筆したいと思い、事前に打ち合わせをせず、ネームも見せないことを承諾してもらって連載を始めた。結果、本作は連載1回目より大きな人気を得て、連載は延長され、一条の代表作となった。

## ストーリー
過去を捨てた孤高のファッションモデル・亜美は、トップデザイナー・鳳麗香にライバル心を燃やす。互いのプライドを賭けた闘いを描く。後にデザイナーとして鎬を削る亜美だが、それは悲劇への始まりに過ぎなかった…

## 登場人物
亜美（あみ）
年齢・苗字・生い立ち等の一切が謎に包まれた（とされる）モデル。18歳（ドラマでは22歳）。デザイナー界に君臨する鳳麗香のメインモデルの座につくが、不慮の事故により軽度だが右足の神経が切れ、モデルを断念せざるを得なくなる。が、突然現れた青年実業家・朱鷺の助言でデザイナーに転身。自分を捨てた母親である麗香への復讐劇に身を投じる。
明・アリサ以外の他人を引き寄せない冷徹な性格で、青石との出会いで初めて心を開く。
鳳 麗香（おおとり れいか）
デザイナー界の女王。「女である前にデザイナー」を信条に、常にプライドを持ってトップに立ち続ける事に拘る。亜美を産んだ実の母親だが、亜美に対して母親らしい情愛すら感じていない。寧ろ、亜美は自分がトップになる為の駒に過ぎないとさえ思っている。世間へは28歳と公表されているが、実際には30歳をとうに過ぎていると言う噂が立っている。
作者曰く「本当の主人公は彼女です。」
結城 朱鷺（ゆうき とき）
美貌の青年実業家。18歳（ドラマでは22歳）。愛飲酒はレミーマルタン。6歳の時に孤児院から引き取られ大富豪の養子となり、結城コンツェルンの跡取りとして義父の結城力に大事に育てられたが、実業家として徹底的に教育され、暖かい愛情を受けていない為、柾と精神的癒着状態にあり、酷く依存している。12歳で既に結城力の片腕になり、父亡き後、16歳で若くして大財閥のオーナーとなり、亜美をデザイナーの道へと導く。
土屋 明（つちや あきら）
ファッションカメラマン。モデルの間では『モデルキラー』で有名。亜美を一途に愛し、彼女を支えようとするが、亜美はその想いに応えられない。
作者曰く、自分の理想のタイプに近く、一番好きな優しさを持つキャラクター。
葉山 アリサ（はやま ありさ）
亜美のモデル仲間で唯一の友人。自分に無い物を持つ亜美に憧れている。明を愛し、彼の子供を妊娠する。
尚、ドラマでは下の名が平仮名の「ありさ」になっており、また、最終話では明との間に生まれた子どもを連れている。
柾（まさき）
朱鷺の秘書。朱鷺が幼い頃から側に付いて来た。朱鷺を｢若｣と呼び、常に従い、深く愛している。朱鷺以外の人物は眼中に無い。

青石 雅也（あおいし まさや）
紳士服メーカー「ジェフ」が刊行するファッション雑誌『イフ』編集長。亜美が初めて心を開き、想いを寄せた男性だが、実は麗香の元夫で亜美の父親だった。亜美と麗香の対決に心を痛める。

南（みなみ）
紳士服メーカー・「ジェフ」の社長。麗香と交際していて、麗香のブランドを「ジェフ」で扱う話もあったが、亜美を擁する結城財閥の圧力によって断念。
榊原（さかきばら）
麗香のアシスタント。借金を抱える知人が結城家で亜美付きのメイドをしている事を知り、デザインが描かれているスケッチブックを盗み出す事を条件に、肩代わりを申し出る。手に入れたスケッチブックを麗香に渡そうとするが、真相を知った麗香の怒りを買い、解雇される。

## ドラマ版
2005年10月3日から11月25日までMBS製作、TBS系列「ドラマ30」枠で放送された。全40話。奇しくも前枠「愛の劇場」で9月5日から10月14日まで『正しい恋愛のススメ』が放送されていたため、本作放送開始から2週間、同一作者原作のドラマが2本連続で放送されたことになる。
また、10月17日からは「愛の劇場」でもさくら主演の『貞操問答』が放映されており、この日以後のTBS系列の帯ドラマは2本共愛憎劇（ドロドロ）が続く事になった他、THKも『緋の十字架』を10月3日から12月28日まで放送していた事から、13時台の3つの帯ドラマ枠は全て愛憎劇で占められた。
さらに、前年度に放送された『メモリー・オブ・ラブ』に続いて「あとで分かった身近な実母の存在に葛藤するデザイナーの娘」を描いたドラマが同じMBS制作のドラマ30枠で2年連続で制作されたことになった。
登場人物のファッションや生活スタイルは今風のビジュアル系やヒルズ族系となっている。

### キャスト
- 亜美 - 松本莉緒 / 西本利久（幼少時代）
- 鳳麗香 - 国生さゆり
- 結城朱鷺 - 塩谷瞬
- 土屋明 - 天野浩成
- 葉山ありさ - 国本綾
- 柾 - 丸山智己
- 武藤由里子 - 中野良子
- 青石雅也 - 乃木涼介
- 片岡専務 - 妹尾和夫
- 榊原貴子 - 濱田佳菜
- 水島健 - 川原田樹
- 矢田美奈子 - 押元奈緒子
- 横山光恵 - 田中佐輝子
- 白川ゆき乃 - 徳永有香子
- 田中真緒 - 竹中絵里（現・幸田恵里）
- 水木奈緒子 - 出口結美子
- 三上由香里 - 浜野千春
- 原典子 - 安村麻衣子
- 青山朋香 - 樋口明日香
- 広川菜々 - 三宅香菜
- 野川美加 - 田川惠理
- 杏子 - 藤田瞳
- 大森沙也加（朱鷺宅のメイド） - 朝倉あおい
- 朱鷺宅のメイド - 亀井織枝
- 橘瑤子 - 飯島順子

### スタッフ
- 脚本 - 松田裕子（第1-20・26-30・36-40話）、清水友佳子（第21-25話）、李正姫（第31-35話）
- 音楽 - 栗山和樹
- 技術・カメラ - 関照夫
- SW - 長谷川武司
- 照明 - 原孝之
- 音声 - 古川靖久（第1-20話）、中西進二（第21-38話）
- VE - 田村太平（第1-10・21-30話）、大橋慎哉（第11-20・31-38話）
- 編集 - 野畑智樹（第1-6・11-15・21-25・31-35話）、北村真智子（第7-10・16-20・26-30・36-38話）
- MA - 田中徳朗（第1-20話）、古川靖久（第21-37話）
- 音響効果 - 岸端賢一
- 美術プロデューサー - 木川普雄
- アートディレクター - 山崎博
- デザイン - 齋藤せいこ
- 美術進行 - 坂内豊
- 装置 - 山田久志
- 装飾 - 中野勝
- 造園 - 森本健三
- セット進行 - 垣内隆彦
- 衣装 - 盛安敏子、足立彩香
- 装身具 - 中畑光貴
- 化粧 - 濱かずこ
- タイトル - 正冨大樹
- CG - 紀野伸子
- 美術協力 - 株式会社トリヰ（第1-話）、YUMA KOSHUINO ASSOCIATES.INC、エスモード・ジャポン、NAOMOTO、ニコンカメラ販売株式会社、藤原工業株式会社、Oggi、Piatik？、ぜん、eccellente（第6-話）、シーホネンス株式会社（第7・25・27・29・32話）　村中医療機器株式会社（第27・31話）
- デザイン画監修 - 雲雪
- 衣装協力 - YUKI TORII、YUMA KOSHUINO、Absolut Co.,Ltd（奇数話）、TUKInoHIKARI（奇数話）、A=UN（奇数話）、verseau（奇数話，第27話以降“ヴェルソー”）、TIC（奇数話）、Lois（奇数話）、Pauline Klein（奇数話）、GAS（奇数話）、alice auaa（奇数話）、KURAUDIA（奇数話）、ReFLEcT（奇数話）、Lentini co.,ltd（奇数話）、ACRE co.,ltd（奇数話）、CASUCCI（奇数話）、ism GROUP（奇数話）、norbit（奇数話）、Bon Vieux Temps（奇数話）、MODEST GOVERN co.（偶数話）、ヒットユニオン（偶数話）、R donna（偶数話）、CAP（偶数話）、遊心（偶数話）、a・r・a（偶数話）、stellato（偶数話）、CIMARRON（偶数話）、Dear Princess（偶数話）、Jerry（偶数話）、R・D・M（偶数話）、MODE AGOTE（偶数話）、JD（偶数話）、シオン商事（偶数話）、epuda（偶数話）、LE ZEPHYR（偶数話）、Meiden（偶数話）、AK（第26話以降の偶数話）、ハロWATCHES（第26話以降の偶数話）、itmo Ratino（第26話以降の偶数話）
- 撮影協力 - ホテル日航ベイサイド大阪（第1・5・6話）、ア・ラ・モード パレ 神戸迎賓館（第1-2・22・26話）、日本ビルヂング（第1-4・7-14・18-19・22-24・26-27・29・31-35話）、trippen（第1-4・7-14・18-19・22-24・26-27・29・31-35話）、CITY MART SAVOY 中津味道館（第2-3・6話）、共同容器株式会社（第2・6話）、新西宮ヨットハーバー（第2話）、CENTRAL CURQUIT（第3・4・6話）、NOIRE（第3・4話）、山崎不動産（第3・4・8話）、リバーサイドアパートメント（第3・4・8話）、神戸市建設局（第4-6話）、ウェディングヴィラ マルキーノ芦屋（第6・9-13・15-19・21-25・28-29・31-35・37-38話）、箕面市立病院（第7-9話）、箕面ライフプラザ（第8-9話）、PORTOPIA HOTEL（第9-11話）、ワンズヌーヴォー（第13-14・16・18・21-25・32-33・35話）、株式会社フットテクノ（第13-14・16・18・21-25・27・32・35話）、堺観光コンベンション協会（第13-14・16・30話）、総合映像スペース CRDO（第18-20話）、HYATT REGENCY OSAKA（第22-23話）、湊町リバープレイス（第24話）、神鋼病院（第25・27・29-31話）、PIAS（第25話）、ホテルモントレ ラ・スール大阪（第30・35-37話）、兵庫県立美術館（第30話）、日本福音ルーテル神戸教会（第31・36話）、長峰山霊園（第32-35話）、株式会社迫田石材（第32-35話）、六甲カトリック教会（第32-35話）、兵庫県公館（第35-37話）
- 協力 - 神戸フィルムオフィス、ウィズ・ユー、ings（第1-7・11話）、レフトバンク（第1・10-11・36-37話）、桃次郎建設工業（第2・9-10・12-15・17・19-20・23-24・30・34話）、Hattori Motor（第3・37話）、「The Blue Day Book」（竹書房刊）（第8話）、株式会社アリス館（第8話）、gap（第12・33話）、（株）七彩工房（第12-16・20話）
- 音楽協力 - ミリカ・ミュージック
- プロデューサー補 - 亀井弘明
- 演出補 - 大畑拓也
- スケジュール - 元村次宏
- 制作担当 - 中村和宏
- 記録 - 田之畑恵（第1-10・31-38話）、木本裕美（第11-30話）
- 番組宣伝 - 渡辺優子
- スチル - 和田泰一
- インターネット - 加々本裕樹
- 制作 - 藪内広之
- プロデューサー - 芝野昌之、上川栄、古賀敏仁
- 演出 - 皆元洋之助（第1-10・26-30・35-40話）、加島幹也（第11-20・31-35話）、元村次宏（第21-25話）
- 制作協力 - 東通企画
- 製作著作 - 毎日放送

### 主題歌
- 『I believe in your love』

作詞・作曲 - 渡和久 / 編曲 - 風味堂、森俊之 / 歌 - 風味堂
レーベル - ビクター／スピードスターレコード

## 関連商品

### 原作漫画
- デザイナー DESIGNER ISBN B00007C8LZ
- デザイナー SGコミックス （1990年1月 ISBN 4088550218）
- デザイナー 集英社文庫-コミック版 （1996年12月 ISBN 4086172534）
- デザイナー 後 1（1） りぼんマスコットコミックス 1巻 （2000年 ISBN 408853090X）
- デザイナー 後 （3） りぼんマスコットコミックス 3巻 （2000年 ISBN 4088530918）
- デザイナー 集英社ガールズリミックス （2003年1月 ISBN 4081063419）
- デザイナー （前編） Queen’s comics premium 前編 巻 （2003年12月18日 ISBN 4088651685）
- デザイナー （後編） Queen’s comics premium 後編 巻 （2004年1月19日 ISBN 4088651774）